# Standardbedingungen
Der Ausdruck Standardbedingungen wird in naturwissenschaftlichen und technischen Fachbereichen verwendet und hat grundsätzlich zwei Bedeutungen:
- in der Physik, Chemie, Medizin, Biologie und Prozesstechnik zur Definition von einzuhaltenden Prozessbedingungen (vor allem Temperatur und Druck), um das Verhalten oder Ergebnis eines Prozesses mit einem anderen vergleichen zu können.
- in der Gasmengen- und Gasdurchflussmessung zur Definition von „Normvolumen“ und „Normvolumenströmen“ (s. auch Zustandszahl).

Standardtemperatur und -druck (STP) sind Standards von Bedingungen für den Zustand experimenteller Messungen, um verschiedene Datensätze vergleichen zu können. Die am häufigsten verwendeten Standards sind die der International Union of Pure and Applied Chemistry (IUPAC) und des National Institute of Standards and Technology (NIST), obwohl dies keine allgemein anerkannten Standards sind. Andere Organisationen haben viele andere Definitionen für ihre Standardreferenzbedingungen festgelegt.
In vielen technischen Publikationen (Büchern, Zeitschriften, Anzeigen für Geräte und Maschinen) wird jedoch einfach von „Normbedingungen“ gesprochen, ohne diese zu spezifizieren; oft wird der Begriff durch die älteren „Normalbedingungen“ oder „NC“ ersetzt. Dies kann in manchen Fällen zu Verwechslungen und Fehlern führen. Die gute Praxis bezieht immer die Referenzbedingungen von Temperatur und Druck mit ein. Wenn nicht angegeben, werden einige Raumumgebungsbedingungen angenommen, etwa 1 atm Druck, 293,15 K (20 °C) und 0 % Luftfeuchtigkeit.
| Anwendungs- bereich                                         | Bezeichnung | Temperatur                                                   | Druck                                                                     | Definition  | Anmerkung |
| ----------------------------------------------------------- | --- | ------------------------------------------------------------ | ------------------------------------------------------------------------- | ----------- | --- |
| Physik                                                      | Normbedingungen, Normalbedingungen                                                                              | 273,15 K ≙ 0 °C                                              | 101 325 Pa = 1,01325 bar = 1 atm                                          | DIN 1343    | gelten in Deutschland auch für die Angabe einer Gasmenge im Handel, siehe Normkubikmeter. |
| Stoffeigenschaften (z. B. Dichte, Drehwert, Brechungsindex) | Laborbedingungen, Normalbedingungen                                                                             | 293,15 K ≙ 20 °C (Maßbezugs- temperatur)                     | 101 325 Pa = 1,01325 bar = 1 atm (Bezugsluftdruck bei Siedepunktsangaben) |             | |
| Chemie                                                      | Standardbedingungen oder STP-Bedingungen (standard temperature and pressure)                                    | 273,15 K ≙ 0 °C                                              | 100 000 Pa = 1,000 bar                                                    | IUPAC, 1982 | Während die Normbedingungen als Bezugsgrößen verwendet werden, von denen ausgehend man umrechnet, werden Standardbedingungen oft verwendet, um Umrechnungen vermeiden zu können. In diesem Sinn ist die IUPAC-Festlegung auf exakt 1 bar moderner und wird insbesondere für die Angabe thermodynamischer Stoffeigenschaften bevorzugt. |
| Elektrochemie                                               | | 298,15 K ≙ 25 °C                                             |                                                                           |             | Bei der Angabe des Standard-Redoxpotentials bezieht man sich auf die Standardbedingung, dass alle beteiligten Stoffe eine Aktivität von 1 besitzen. Für nicht ideal verdünnte Lösungen ist die Konzentration so einzustellen, dass das Produkt aus Aktivitätskoeffizienten und Konzentration 1 wird, da dies die Aktivität ist. In saurer Lösung bezieht man Potentiale auf das Potential von H3O+-Ionen, in basischer Lösung auf das von OH−-Ionen. |
| Biochemie                                                   | | 298,15 K ≙ 25 °C                                             | 100 000 Pa = 1,000 bar                                                    |             | Standardbedingung „pH 7“ (neutrales Milieu), Konzentrationen der Reaktionspartner von 1 M (= 1 mol/l) |
| Medizin und Physiologie, insbesondere Atmungs- physiologie  | STPD-Bedingungen (standard temperature, pressure, dry)                                                          | 273,15 K ≙ 0 °C                                              | 101 325 Pa = 760 mmHg                                                     |             | Wasserdampfpartialdruck p(H2O) = 0 Pa (trocken) |
| Medizin und Physiologie, insbesondere Atmungs- physiologie  | BTPS-Bedingungen (body temperature, pressure, saturated)                                                        | 310,15 K ≙ 37 °C („normale“ Körper- temperatur des Menschen) | tatsächlicher Luftdruck                                                   |             | p(H2O) = 6250 Pa (Sättigungsdampfdruck bei 37 °C) |
| Medizin und Physiologie, insbesondere Atmungs- physiologie  | ATPS-Bedingungen (ambient temperature, pressure, saturated: tatsächliche Messbedingungen außerhalb des Körpers) | Raumtemperatur                                               | tatsächlicher Luftdruck                                                   |             | p(H2O) = Sättigungsdampfdruck bei jeweiliger Raumtemperatur |
| Gas- chromatographie                                        | SATP-Bedingungen (standard ambient temperature and pressure)                                                    | 298,15 K ≙ 25 °C                                             | 101 300 Pa = 1,013 bar                                                    |             | Die Normvolumina bei gaschromatographischen Messungen sind auf 25 °C und 101 300 Pa bezogen |
| Luftfahrt                                                   | ISA (International Standard Atmosphere, „Normatmosphäre“)                                                       | 288,15 K ≙ 15 °C                                             | 101 325 Pa = 29,92 inHg (Meereshöhe)                                      | ISO 2533    | trocken, weitere Standardwerte für Temperatur- und Druckänderungen mit zunehmender Höhe |
| Druckluftindustrie                                          | Standard reference atmosphere                                                                                   | 293,15 K ≙ 20 °C                                             | 100 000 Pa = 1,000 bar                                                    | ISO 8778    | 65 % relative Luftfeuchtigkeit |
| Druckluftindustrie                                          | …? | 293,15 K ≙ 20 °C                                             | 100 000 Pa = 1,000 bar                                                    | DIN 1945-1  | p(H2O) = 0 Pa (trocken) |